# Bạo chúa
Bạo chúa (tiếng Hy Lạp: τύραννος, tyrannos) ban đầu là một người sử dụng sức mạnh của dân chúng một cách trái với thông lệ để chiếm đoạt và kiểm soát quyền lực của chính phủ trong một thành bang. Bạo chúa là một nhóm các cá nhân xuất hiện trên nhiều thành bang Hy Lạp trong cuộc nổi dậy lật đổ chính phủ quý tộc của tầng lớp trung lưu vào thế kỷ VI và VII TCN. Plato và Aristotle định nghĩa một bạo chúa là một trong những người cai trị không có luật pháp,mà chỉ dựa vào lợi thế của riêng  mình và sử dụng những biện pháp cực kỳ tàn bạo để đàn áp và chống lại dân chúng cũng như những kẻ khác".
Theo Plutarchus thì chính sự phẫn uất của người nghèo chống lại sự kiêu ngạo của người giàu sẽ trao quyền lực vào tay một kẻ độc tài để tiến hành những cải cách xã hội. Được những kẻ ăn bám và những kẻ tội phạm ủng hộ, bè phái của tên bạo chúa sẽ giết chết bất cứ ai dám đe dọa quyền lực của hắn bất chấp công lý. Dưới quyền lực của tên bạo chúa, không có cuộc sống và tài sản nào được an toàn. Không ai dám nổi dậy vì đội quân của tên bạo chúa sẽ đè bẹp bất cứ ai đứng ngoài đám đông. Lòng nhiệt tình và sự đổi mới bị tê liệt vì nỗi sợ hãi, xã hội phát triển chậm chạp về kỹ thuật, tư tưởng bị tù túng và nghệ thuật khô cứng.

## Từ nguyên học
Thời Hy Lạp cổ đại, bạo chúa là những kẻ cơ hội đã lợi dụng ảnh hưởng để chiếm đoạt quyền lực bằng cách được đảm bảo sự hỗ trợ từ các phe phái khác của một deme (tương tự như một quận của thành bang). Từ tyrannos có thể bắt nguồn từ trước thời đại Hy Lạp, Pelasgia hoặc xuất xứ từ phương Đông. Danh từ bạo chúa (tyrant) trong tiếng Anh mượn từ tiếng Pháp xuất hiện ở nước Anh thời kỳ Trung Cổ vào khoảng thập niên 1290. Từ này có nguồn gốc từ tyrannus trong tiếng Latinh, có nghĩa là "người cai trị bất hợp pháp", trong tiếng Hy Lạp τύραννος nghĩa là "vua, người cai trị một thành bang". Chữ -t cuối cùng lấy từ tiếng Pháp cổ xưa bằng cách kết hợp với các phân từ hiện tại trong vần -ant. Tự thân tiếng Hy Lạp cũng vay mượn từ này cùng một nguồn, có vẻ như là mượn từ một phạm vi ngữ nghĩa. Suy đoán về nguồn gốc vùng Tyrrhenia có mối liên hệ tên thần Turan đến Venus của người Etrusca (có lẽ từ một tính ngữ "*Quý Bà" kết hợp với Atunis "*Lãnh chúa") và từ thiểu số của chính Tyrrhenia.